# Ol-Ers
Ol-Ers är en trebyggd hälsingegård i Västeräng norr om Delsbo i Gävleborgs län. Den är en av totalt fyra gårdar i kulturreservatet Västeräng samt en av tre gårdar som ingår i dess byklunga. Gården har fått sitt namn efter den tidigare ägaren Olof Ersson. Ol-Ers har nedärvts i samma släkt sedan 1700-talet och är i privat ägo.

## Historia
Ett närliggande järnåldersgravfält vittnar om att platsen varit bebodd sedan lång tid tillbaka. Utöver gårdsbebyggelsen i byn omfattade gården även bodland, en i landskapet vanligt förekommande gårdsbebyggelse i miniatyr som användes under sommarbetet. Ol-Ers bodland styckades av som en egen gård 1788. Man hade dock fäbodvallar i bruk fram till 1950-talet. Först på Rånäsvallen fram till 1869 och därefter på Långsbovallen. Fäbodvallarnas byggnader har också bevarats.
Ol-Ers skiljer sig från Delsbotraktens traditionella formspråk genom att den från 1840-talet och framåt byggdes om till en strikt symmetrisk trebyggd gård. Den nya bebyggelsen uppfördes strax öster om gårdens historiska plats, varefter den gamla bebyggelsen stegvis revs, men en 1700-talsloge och ett sädesmagasin i tre våningar har bevarats. Magasinet flyttades söder om gården 1862, medan logen står kvar på ursprunglig plats.
Den nuvarande mangårdsbyggnaden i två våningar uppfördes 1846 för häradsdomaren Jon Larssons och hustrun Kerstin Zachrisdotters räkning. Den dess två fristående flyglar fick tjäna som ladugård och stall.  Under senare halvan av 1800-talet tillkom en trädgård med både prydnadsväxter och fruktträd på en nedsänkt terrass framför gårdstunet. Innan den inrättades låg där en inhägnad fruktträdgård.

## Exteriör
Gårdens alla byggnader är timrade och målade med röd slamfärg. Ekonomibyggnaderna har svartmålade luckor och portar. Flera av gårdens metallbeslag, handtag, lås och gångjärn är tillverkade för hand i den egna, numera rivna, gårdssmedjan. Mangårdsbyggnaden vilar på en sockel av natursten och är timrad i två våningar med stående locklistpanel. Takfoten, fönsterfoder och några övriga detaljer är vitmålade med oljefärg. Fönsterfodren, entrédörrens ramar och detaljer på trappen har målats gröna. Taket som tidigare varit ett brädtak och därefter ett spåntak är numera klätt med tegel.

## Interiör
Huvudbyggnadens planlösning är en variant på den gamla och i landskapet vanliga parstugan. Med centralt placerade murstockar får man plats med fler rum och genom att flytta ut trappen från farstun upplevs förstugan som mindre trång än vanligt.

### Vind och Källare
Större delen av vinden är belagd med golvbrädor och tjänlig som förvaringsutrymme. Taket vilar här på högbenskonstruktioner. Både källarens kryputrymme och vindsutrymmet är mer tilltagna än vad som var brukligt. Större delen av källaren är i bruk som förvaringsutrymme och i dess östra ände finns en välvd matkällare.